# فوکر دی.۸
فوکر دی.۸ (انگلیسی: Fokker D.VIII) یک هواپیمای ساخت فوکر است .